# 8003 Kelvin
A 8003 Kelvin (ideiglenes jelöléssel 1987 RJ) a Naprendszer kisbolygóövében található aszteroida. Eric Walter Elst fedezte fel 1987. szeptember 1-én.